# Abel, fratele tău
Abel, fratele tău (în poloneză Abel, twój brat) este un film dramatic psihologic polonez din 1970, regizat de Janusz Nasfeter⁠(d). Filmul prezintă relația complicată a unui elev nou cu colegii săi de clasă și tratează probleme psihologice complexe precum încercarea de adaptare la o situație nouă, prietenia, trădarea și moartea.

## Rezumat
Karol Matulak, un băiat sensibil și politicos în vârstă de doisprezece ani, sosește la o școală nouă din Varșovia. Rușinat de grija excesivă a mamei sale și, în același timp, singuratic, el încearcă prin toate mijloacele să se adapteze noului mediu școlar și să câștige încrederea unui grup de băieți răi format din Henryk Balon, Jerzy Zagrajek, Antoni Bącała și Waldemar Pacuch, care domină clasa. Încercările de adaptare la comportamentul ticălos al găștii sunt dificile, iar Karol comite inițial multe gafe care îl fac să devină o victimă a hărțuirii prietenilor săi. El învață treptat să se comporte ca ei, începe să fure acadele și participă la jocuri comune, reușind să câștige încrederea găștii.
Grupul lui Balon îl obligă într-o zi să bată un băiețel. Karol este aspru pedepsit de conducerea școlii, dar nu își denunță colegii de clasă și refuză să dezvăluie motvele pentru care l-a bătut pe băiețel. Mama lui reușește însă să afle adevărul și-i comunică directorului școlii numele instigatorilor. Foștii săi prieteni încep să se răzbune pe el cu cruzime, făcându-l pe Karol să lipsească de la școală și să se îmbolnăvească de meningită. Vestea morții lui ajunge în clasă după câteva luni, iar persecutorii lui sunt șocați să afle care a fost efectul comportamentului lor.

## Distribuție

### Roluri de copii
- Filip Łobodziński⁠(d) — Karol Matulak
- Edward Dymek⁠(d) — Waldemar Pacuch
- Henryk Gołębiewski — Henryk Balon
- Roman Mosior⁠(d) — Antoni Bącała
- Wojciech Skut — Jerzy Zagrajek
- Wojciech Andrulewicz — Jeremi Matuszczak „Paganini”
- Andrzej Boczula — Józef Salamon
- Dorota Czajko — Basia Jegorow
- Bogdan Graczyk — Bogdan
- Bogdan Izdebski⁠(d) — Adam Pierzchała
- Anna Nowak — Anna Paculanka
- Ryszard Roguski — Bohdan Zaręba
- Bohdan Rokita — Paweł Stopa
- Renata Sawiel — Anna Gąsiorkówna
- Zbigniew Sutkowski — Lech Kobyłecki „Semafor”
- Andrzej Mączka (nemenționat)
- Grzegorz Roman⁠(d) — Pakuła (nemenționat)
- Piotr Sot — băiatul bătut de Matulak (nemenționat)

### Roluri de adulți
- Katarzyna Łaniewska⁠(d) — Eugenia Matulakowa, mama lui Karol
- Witold Dederko⁠(d) — domnul Jonasz
- Zdzisław Leśniak⁠(d) — dirigintele clasei, profesorul de limba poloneză și geografie
- Jacek Fedorowicz⁠(d) — profesorul de gimnastică
- Henryk Bąk — directorul școlii
- Krystyna Feldman⁠(d) — profesoara de muzică
- Maria Kaniewska⁠(d) — mama băiatului bătut de Matulak
- Wojciech Rajewski⁠(d) — vânzătorul
- Małgorzata Włodarska — profesoara de arte plastice

## Producție
Abel, fratele tău a fost realizat de compania Zespół Filmowy Iluzjon⁠(d). Filmările au avut loc în anul 1970 și s-au desfășurat în mai multe locuri din orașul Varșovia, printre care Centrala Electrică și Termică Siekierki⁠(d) și Portul Praga⁠(d) (Port Praski) de pe Vistula. Filmul a fost realizat pe peliculă color, cu o lungime de 2490 m, și are o durată de 87 de minute.

## Premii
Filmul a fost prezentat ca parte a selecției oficiale a Festivalului Internațional de Film de la San Sebastián din 1970 și a fost distins cu mai multe premii:
- „Capra de Aur” (Złote Koziołki) pentru cel mai bun film cu actori la Festivalul Internațional de Film pentru Tineret „Ale Kino!” de la Poznań (1971);[3]
- Premiul pentru scenariu în cadrul Lubuskie Lato Filmowe⁠(d) de la Łagów⁠(d) (1971) pentru Janusz și Teresa Nasfeter;[3]
- Medalia de argint și premiul juriului pentru copii la ediția a VII-a a Festivalului Internațional de Film de la Moscova (1971) în Concursul filmelor pentru copii;[3][5]
- Premiul special al juriului la Festivalul Internațional de Film pentru Copii de la Teheran (1971).[3]